# Roeselia argyraspis
Roeselia argyraspis är en fjärilsart som beskrevs av Max Wilhelm Karl Draudt 1918. Roeselia argyraspis ingår i släktet Roeselia och familjen trågspinnare. Inga underarter finns listade.